# Старые песни о главном 2
«Старые песни о главном 2» — двухсерийный музыкальный телевизионный фильм, вторая часть цикла «Старые песни о главном». Премьера состоялась в ночь с 31 декабря 1996 на 1 января 1997 года на телеканале ОРТ.

## Сюжет
Действие фильма происходит 31 декабря в Москве 1960-х годов.
Фильм-сказка начинается в телестудии, где снимается новогодний «Голубой огонёк». Одновременно действие разворачивается также в кабачке «13 стульев», в районном Доме культуры, в маленьком дворике на Плющихе и в квартирах горожан. Все заняты приготовлениями к Новому году: кто-то идёт в гости или принимает гостей, кто-то только приехал, кому-то уже уезжать, кто-то не может вырваться с работы на праздник, а для кого-то работа связана с праздником…

## В ролях
- Леонид Агутин — Лёня, фотограф
- Алёна Апина — Алёна, хозяйка квартиры
- Наташа Королёва — Наташа, подруга Алёны и Тани (аллюзия на Анну Сергеевну из к/ф «Бриллиантовая рука»)
- Татьяна Буланова — Таня, подруга Алёны (аллюзия на Нюру из к/ф «Три тополя на Плющихе»)
- Михаил Державин — пан Ведущий
- Ольга Аросева — пани Моника
- Зиновий Высоковский — пан Зюзя
- Наталья Селезнёва — пани Катарина
- Спартак Мишулин — пан Директор
- Рудольф Рудин — пан Гималайский
- Филипп Киркоров — пан Певец, восходящая звезда
- Лайма Вайкуле — пани Лайма
- Валерия — Лера, водитель троллейбуса (аллюзия на Любу из к/ф «Берегись автомобиля»)
- Иван Охлобыстин — Ваня, постучавшийся в троллейбус Леры (аллюзия на Юрия Деточкина из к/ф «Берегись автомобиля»)
- Александр Демьяненко — Шурик
- Наталья Варлей — Нина
- Анжелика Варум — Анжелика, соседка «замечательного соседа» (пана Певца), возлюбленная Макароныча
- Наталья Ветлицкая — учительница литературы
- Дмитрий Маликов — учитель физики
- Ангелина Вовк — ведущая «Голубого огонька»
- Лариса Долина — Лариса Михайловна, заведующая Домом культуры
- Вокал-бэнд — выпускники школы в Доме культуры
- Олег Газманов — Газик, монтажник в Доме культуры
- Ирина Аллегрова — Ира, одинокая дама, ищущая своего мужчину
- Валерий Гаркалин — военный, ухажёр Иры
- Александр Зуев[2] — геолог, ухажёр Иры
- Борис Щербаков — инженер, ухажёр Иры
- Людмила Гурченко — главная жительница двора
- Людмила Аринина — гадалка
- Владимир Зуев — любопытный мальчик (аллюзия на мальчика с сачком из к/ф «Добро пожаловать, или Посторонним вход воспрещён»)
- Сергей Никоненко — командир санитарной роты
- Владимир Кашпур — старшина санитарной роты
- Игорь Кириллов — ведущий «Голубого огонька»
- Валерий Сюткин — певец на «Голубом огоньке»
- Владимир Пресняков-младший — Володя, молодой певец на «Голубом огоньке»
- Жанна Агузарова — Жанна, прогрессивная певица из США на «Голубом огоньке»
- Леонид Куравлёв — рабочий-плотник (аллюзия на Афанасия Борщова из к/ф «Афоня»)[3]
- Сергей Мазаев — Сергей, таксист-фронтовик (аллюзия на таксиста Сашу из к/ф «Три тополя на Плющихе»)
- Виктор Рыбин — Виктор, таксист-фронтовик
- Николай Фоменко — Коля, таксист-фронтовик (аллюзия на Горбункова из к/ф «Бриллиантовая рука»)
- Андрей Макаревич — Макароныч, повар в Доме культуры, квартирант Васильевны
- Александр Малинин — главный стиляга-хулиган, влюблённый в Алёну
- Римма Маркова — Васильевна, дворничиха
- Валерий Меладзе — таксист-кавказец (аллюзия на Джабраила из к/ф «Кавказская пленница»; сальто исполнил Валентин Гнеушев[4])
- Игорь Николаев — Игорь, постовой милиционер
- Кристина Орбакайте — начинающая певица, возлюбленная Лёни
- Алла Пугачёва — бывшая жительница двора
- Николай Расторгуев — приезжий с Севера
- Алёна Свиридова — продавщица ёлок, по совместительству — балерина в Доме культуры
- Вадим Тонков — Вероника Маврикиевна, дворничиха
- Леонид Якубович — второй Дед Мороз

Не указанные в титрах
- Валентина Березуцкая — уборщица в Доме культуры
- Сергей Габриэлян — парень, ожидающий свидания
- Сергей Галкин — пан Рэкетир
- Вячеслав Гришечкин — монтёр-хохотун в Доме культуры
- Александр Домогаров — возлюбленный учительницы литературы
- Елена Захарова — продавщица цветов
- Нина Маслова — знакомая рабочего-плотника, не видевшая его 20 лет (аллюзия на Елену Орлову из к/ф «Афоня»)
- Александр Олешко — призывник[5]
- Константин Эрнст — первый Дед Мороз
- Леонид Парфёнов — третий Дед Мороз
- Борис Романов — папа с сыном во дворе / волшебник с фонарём / волшебник в плаще со звёздами
- Игорь Серебряный — хулиган из шайки стиляги
- Ирина Скрылёва — Олеся, молодая актриса
- Евгений Стычкин — хулиган-«шестёрка» из шайки стиляги
- Алексей Елистратов — парень с зеркальцем во дворе

## CD-издание
1. Валерий Сюткин — Как провожают пароходы (из репертуара Эдуарда Хиля)
2. Лариса Долина — Стоят девчонки (из репертуара Марии Пахоменко)
3. Ирина Аллегрова — Белый свет (из репертуара Эдиты Пьехи и Иосифа Кобзона)
4. Валерий Меладзе — Ямайка (из репертуара Робертино Лоретти на русском языке)
5. Андрей Макаревич — Люблю я макароны (из репертуара Эмиля Горовца)
6. Владимир Пресняков — Течёт река Волга (из репертуара Марка Бернеса и Людмилы Зыкиной)
7. Александр Малинин — Лада (из репертуара Вадима Мулермана)
8. Татьяна Буланова — Нежность (из кинофильма «Три тополя на Плющихе») из репертуара Майи Кристалинской
9. Леонид Агутин — Каникулы любви (из репертуара Сестёр Дза Пинац, Нины Пантелеевой)
10. Дмитрий Маликов, Наталья Ветлицкая — Какая странная судьба (из кинофильма «Мужчина и женщина») из репертуара Николь Курсель и Пьера Бару
11. Валерия — Маленький принц (из кинофильма «Пассажир с «Экватора»») из репертуара Елены Камбуровой
12. Анжелика Варум — Наш сосед (из репертуара Эдиты Пьехи)
13. Алла Пугачёва — Осенние листья (из репертуара Аркадия Райкина, Аллы Иошпе)
14. Кристина Орбакайте — Я тебя подожду (из репертуара Майи Кристалинской)
15. Филипп Киркоров — Дилайла (из репертуара Тома Джонса)
16. Вокал-бэнд — Журавлиная песня (из кинофильма «Доживём до понедельника») в исполнении Татьяны Семёновой
17. Виктор Рыбин, Сергей Мазаев, Николай Фоменко — На безымянной высоте (из кинофильма «Тишина») из репертуара Льва Барашкова, Юрия Гуляева
18. Олег Газманов — Марш монтажников-высотников (из кинофильма «Высота») в исполнении Николая Рыбникова
19. Лайма Вайкуле — Лунный камень из репертуара Майи Кристалинской, Эдуарда Хиля
20. Наташа Королёва — Помоги мне (из кинофильма «Бриллиантовая рука») из репертуара Аиды Ведищевой
21. Николай Расторгуев — Песня о друге (из кинофильма «Путь к причалу») из репертуара Валентина Никулина, Олега Анофриева
22. Жанна Агузарова — Снег идёт (из кинофильма «Карьера Димы Горина») из репертуара Майи Кристалинской
23. Игорь Николаев — Люди встречаются (из репертуара ВИА «Весёлые ребята»)
24. Алёна Апина, Наташа Королёва, Татьяна Буланова — Ромашки спрятались (из кинофильма «Моя улица») из репертуара Нины Сазоновой
25. Алёна Свиридова — Песенка о медведях (из кинофильма «Кавказская пленница») из репертуара Аиды Ведищевой
26. Все участники — Московские окна (из репертуара Леонида Утёсова)